# International Financial Reporting Standards
A Nemzetközi Pénzügyi Beszámolási Standardok (angolul: International Financial Reporting Standards, IFRSs) elvi alapú, megközelítésű számviteli standardok, értelmezések és keretelvek, melyet a Nemzetközi Számviteli Standard Testület (angolul: International Accounting Standards Board, IASB) bocsát ki.
Az IFRS-ek – összefoglaló kifejezésként – magukban foglalják az alábbiakat:
- Keretelvek (angolul: Framework for the Preparation and Presentation of Financial Statements);
- Nemzetközi Számviteli Standardok, röviden: IAS-ok (angolul: International Accounting Standards, IASs) – a 2001 előtt kibocsátott standardok elnevezése;
- Nemzetközi Pénzügyi Beszámolási Standardok, röviden: IFRS-ek (angolul: International Financial Reporting Standards, IFRSs) – a 2001 után kibocsátott standardok elnevezése;
- a Felállított Értelmező Bizottság Értelmezései, röviden: SIC-ek (angolul: Standing Interpretations Committee Interpretations, SIC Interpretations) – a 2001 előtt a számviteli standardokhoz kapcsolódóan kibocsátott értelmezések;
- a Nemzetközi Pénzügyi Beszámolási Értelmezési Bizottság Értelmezései, röviden: IFRIC-ek (angolul: International Financial Reporting Interpretations Committee Interpretations, IFRIC Interpretations) – a 2011 után a számviteli standardokhoz kibocsátott értelmezések.

1973 és 2001 között a Nemzetközi Számviteli Standard Bizottság (angolul: International Accounting Standards Committee, IASC) bocsátotta ki az IAS standardokat (és hasonlóan, a SIC bocsátotta ki a SIC Értelmezéseket az IASC jóváhagyásával).
2001 áprilisában – az IASC jogutódjaként – az IASB elfogadta az összes IAS standardot (valamint azokkal együtt az összes SIC Értelmezést), és folytatta a standardizálást. Azonban az ezt követően megjelent standardok már nem IAS, hanem IFRS néven jelentek meg. Hasonlóan: az értelmezéseket már nem a SIC, hanem az IFRIC bizottság bocsátotta ki (az IASC jóváhagyása helyett az IASB jóváhagyása mellett), így az értelmezések sem a SIC, hanem az IFRIC előtagot viselik.
Jelenleg tehát IAS standardokat már nem bocsátanak ki, csakis IFRS standardokat, de az IAS standardok mindaddig hatályban maradnak, amíg egy IFRS standard teljesen vagy részben fel nem váltja azokat (hasonló a hatály a SIC és IFRIC Értelmezéseknél is). Az IFRS Alapítvány Alapszabályának 2010 decemberi módosításával az IFRIC bizottság megszűnik, és a helyébe lép az IFRS Értelmezési Bizottság (angolul: IFRS Interpretations Committee), melynek feladata azonos a jogelődjéével. Az IFRIC Értelmezések hatályát a bizottság névváltása nem érinti.

## Az IFRS-ek alkalmazása
Az IFRS-eket világszerte sok országban alkalmazzák.
2005-től az Európai Unióban is kötelező az IFRS-ek alkalmazása: azon társaságok összevont (konszolidált) beszámolóit, melyek hitelviszonyt vagy tulajdonviszonyt megtestesítő értékpapírjait az Európai Unió valamelyik tagállamában található szabályozott piacra (tőzsdére) bevezették, kötelező az EU által befogadott IFRS-ek szerint összeállítani. Mindezek mellett az EU-tagállamok megengedhetik vagy előírhatják az EU által befogadott IFRS-ek alkalmazását az EU-s tőzsdéken nem jegyzett társaságok egyedi vagy összevont (konszolidált) beszámolóinak összeállításánál, vagy az EU-s tőzsdéken jegyzett társaságok egyedi beszámolóinak összeállításánál. Az EU által befogadott IFRS-ek nem azonosak az IASB által kibocsátott IFRS-ekkel egyrészt a befogadási eljárás időigénye miatt, másrészt mivel az EU nem kívánt befogadni bizonyos, a pénzügyi instrumentumokkal kapcsolatos (makrofedezeti témájú) szabályokat (a kihagyott rész az ún. carve-out). Az EU által befogadott IFRS-eket gyakran EU-IFRS-eknek, míg az IASB által kibocsátott IFRS-eket full-IFRS-eknek szokták nevezni.
Magyarországon is lehetővé, sőt, bizonyos vállalkozások számára 2017-től kötelezővé vált, hogy éves beszámolójukat a Nemzetközi Pénzügyi Beszámolási Standardok (IFRS) szerint készítsék el, mentesülve ezzel a Magyar Számviteli Szabályok (MSZSZ) alkalmazásától. A törvényi változás következtében tehát nálunk is megszaporodik azoknak a vállalatoknak a száma, amelyek IFRS szerint készítik el a beszámolójukat. Ez nem csak a számvitel, hanem a vállalati kontrolling számára is jelentős változást hoz, hiszen az IFRS-átállásnak számos kontrolling vonatkozása is van. Ezeket a cégeknek szintén fel kell mérniük, és el kell végezniük a szükséges módosításokat a kontrolling rendszereken.
Az Amerikai Egyesült Államokban az IFRS-ek nincsenek kötelezően előírva, azonban az USA-beli tőzsdéken jegyzett társaságoktól az amerikai Értékpapír-kereskedelmi Bizottság (angolul: Securities Exchange Commission, SEC) 2008 óta elfogadja az US GAAP szerint összeállított helyett az IASB által kibocsátott IFRS-ek szerint összeállított összevont (konszolidált) beszámolót.
Az IFRS-eket jelenleg alkalmazó országok listája a következő hivatkozáson tekinthető meg: IAS Plus.

## Az IFRS-ek jellemzői
A full-IFRS-ek elsősorban a tőzsdéken jegyzett, vagy más módon közérdeklődésre számot tevő társaságok számára készült pénzügyi beszámolási szabályrendszer. Az IFRS-ek (a magyar számviteli szabályoktól vagy a US GAAP-től eltérő módon) inkább elvi megközelítést alkalmaznak, semmint konkrét, speciális szabályokat az egyes esetekre. Jellemző rájuk a pénzügyi szemlélet, és a befektető-központú információ-szolgáltatás, mely természetesen kihat mind a megjelenítendő eszközök és kötelezettségek körére, mind az értékelési szabályokra.

## Az IFRS-ek listája
A full-IFRS-ek egy zárt, konzisztens rendszer, amely az alábbi táblázatban található standardokból és értelmezésekből áll. A full-IFRS-eknek nem része a Kis- és Közepes Vállalatoknak szóló IFRS (angolul: International Financial Reporting Standard for Small and Medium-sized Entities, IFRS for SMEs), az ugyanis egy teljesen különálló, önmagában zárt szabályrendszer a közérdeklődésnek ki nem tett gazdálkodó egységek számára.
| Ssz.     | A kiadvány címe magyarul | Eredeti kiadványcím                                                                                     |
| -------- | --- | --- |
|          | A pénzügyi kimutatások prezentálására vonatkozó keretelvek                                                                     | Framework for the Preparation and Presentation of Financial Statements                                  |
| IAS-ok   | | |
| IAS 1    | A pénzügyi kimutatások prezentálása (felülvizsgálva 2007-ben)                                                                  | Presentation of Financial Statements (as revised in 2007)                                               |
| IAS 2    | Készletek | Inventories                                                                                             |
| IAS 7    | Cash flow-k kimutatása | Statement of Cash Flows                                                                                 |
| IAS 8    | Számviteli politikák, a számviteli becslések változásai és hibák                                                               | Accounting Policies, Changes in Accounting Estimates and Errors                                         |
| IAS 10   | A beszámolási időszak vége utáni események                                                                                     | Events after the Reporting Period                                                                       |
| IAS 11   | Beruházási szerződések | Construction Contracts                                                                                  |
| IAS 12   | Nyereségadók | Income Taxes                                                                                            |
| IAS 16   | Ingatlanok, gépek és berendezések                                                                                              | Property, Plant and Equipment                                                                           |
| IAS 17   | Lízingek | Leases                                                                                                  |
| IAS 18   | Bevételek | Revenue                                                                                                 |
| IAS 19   | Munkavállalói juttatások | Employee Benefits                                                                                       |
| IAS 20   | Állami támogatások elszámolása és az állami közreműködés közzététele                                                           | Accounting for Government Grants and Disclosure of Government Assistance                                |
| IAS 21   | Az átváltási árfolyamok változásainak hatásai                                                                                  | The Effects of Changes in Foreign Exchange Rates                                                        |
| IAS 23   | Hitelfelvételi költségek (felülvizsgálva 2007-ben)                                                                             | Borrowing Costs (as revised in 2007)                                                                    |
| IAS 24   | Kapcsolt felekre vonatkozó közzétételek (felülvizsgálva 2009-ben)                                                              | Related Party Disclosures (as revised in 2009)                                                          |
| IAS 26   | Nyugdíjazási juttatási programok elszámolása és beszámolása                                                                    | Accounting and Reporting by Retirement Benefit Plans                                                    |
| IAS 27   | Egyedi pénzügyi kimutatások (korábbi neve: Konszolidált és egyedi pénzügyi kimutatások)                                        | Separate Financial Statements (previously: Consolidated and Separate Financial Statements)              |
| IAS 28   | Társult és közös vezetésű vállalkozásokban lévő befektetések (korábbi neve: Társult vállalkozásokban lévő befektetések)        | Investments in Associates and Joint Ventures (previously: Investments in Associates)                    |
| IAS 29   | Pénzügyi beszámolás a hiperinflációs gazdaságokban                                                                             | Financial Reporting in Hyperinflationary Economies                                                      |
| IAS 31   | Közös vállalkozásokban lévő érdekeltségek                                                                                      | Interests in Joint Ventures                                                                             |
| IAS 32   | Pénzügyi instrumentumok: bemutatás                                                                                             | Financial Instruments: Presentation                                                                     |
| IAS 33   | Egy részvényre jutó nyereség                                                                                                   | Earnings per Share                                                                                      |
| IAS 34   | Évközi pénzügyi beszámolás | Interim Financial Reporting                                                                             |
| IAS 36   | Eszközök értékvesztése | Impairment of Assets                                                                                    |
| IAS 37   | Céltartalékok, függő kötelezettségek és függő követelések                                                                      | Provisions, Contingent Liabilities and Contingent Assets                                                |
| IAS 38   | Immateriális javak | Intangible Assets                                                                                       |
| IAS 39   | Pénzügyi instrumentumok: megjelenítés és értékelés                                                                             | Financial Instruments: Recognition and Measurement                                                      |
| IAS 40   | Befektetési célú ingatlan | Investment Property                                                                                     |
| IAS 41   | Mezőgazdaság | Agriculture                                                                                             |
| IFRS-ek  | | |
| IFRS 1   | A Nemzetközi Pénzügyi Beszámolási Standardok első alkalmazása                                                                  | First-time Adoption of International Financial Reporting Standards                                      |
| IFRS 2   | Részvényalapú kifizetés | Share-based Payment                                                                                     |
| IFRS 3   | Üzleti kombinációk | Business Combinations                                                                                   |
| IFRS 4   | Biztosítási szerződések | Insurance Contracts                                                                                     |
| IFRS 5   | Értékesítésre tartott befektetett eszközök és megszűnt tevékenységek                                                           | Non-Current Assets Held for Sale and Discontinued Operations                                            |
| IFRS 6   | Az ásványkincsek feltárása és felmérése                                                                                        | Exploration for and Evaluation of Mineral Resources                                                     |
| IFRS 7   | Pénzügyi instrumentumok: közzétételek                                                                                          | Financial Instruments: Disclosures                                                                      |
| IFRS 8   | Működési szegmensek | Operating Segments                                                                                      |
| IFRS 9   | Pénzügyi instrumentumok | Financial Instruments                                                                                   |
| IFRS 10  | Konszolidált pénzügyi kimutatások                                                                                              | Consolidated Financial Statements                                                                       |
| IFRS 11  | Közös megállapodások | Joint Arrangements                                                                                      |
| IFRS 12  | Más gazdálkodó szervezetekben lévő érdekeltségek közzététele                                                                   | Disclosure of Interests in Other Entities                                                               |
| IFRS 13  | Valós értéken történő értékelés                                                                                                | Fair Value Measurement                                                                                  |
| SIC-ek   | | |
| SIC-7    | Az euro bevezetése | Introduction of the Euro                                                                                |
| SIC-10   | Állami közreműködés – nincs specifikus kapcsolat az üzleti tevékenységgel                                                      | Government Assistance – No Specific Relation to Operating Activities                                    |
| SIC-12   | Konszolidálás – speciális célú gazdálkodó egységek                                                                             | Consolidation – Special Purpose Entities                                                                |
| SIC-13   | Közös vezetésű gazdálkodó egységek – a tulajdonosok nem pénzbeli hozzájárulásai                                                | Jointly Controlled Entities – Non-Monetary Contributions by Venturers                                   |
| SIC-15   | Operatív lízingek – ösztönzők                                                                                                  | Operating Leases – Incentives                                                                           |
| SIC-21   | Nyereségadók – az átértékelt, nem értékcsökkenthető eszközök megtérülése                                                       | Income Taxes – Recovery of Revalued Non-Depreciable Assets                                              |
| SIC-25   | Nyereségadók – a gazdálkodó egységnek vagy tulajdonosainak adózási státusában bekövetkező változások                           | Income Taxes – Changes in the Tax Status of an Entity or its Shareholders                               |
| SIC-27   | A lízing jogi formáját magában foglaló tranzakciók tartalmi megítélése                                                         | Evaluating the Substance of Transactions Involving the Legal Form of a Lease                            |
| SIC-29   | Közzététel – koncessziós megállapodások                                                                                        | Disclosure – Service Concession Arrangements                                                            |
| SIC-31   | Bevételek – reklámszolgáltatásokat magukban foglaló barter- ügyletek                                                           | Revenue – Barter Transactions Involving Advertising Services                                            |
| SIC-32   | Immateriális javak – weboldal költségei                                                                                        | Intangible Assets – Website Costs                                                                       |
| IFRIC-ek | | |
| IFRIC 1  | Változások a meglévő leszerelési, helyreállítási és hasonló kötelezettségekben                                                 | Changes in Existing Decommissioning, Restoration and Similar Liabilities                                |
| IFRIC 2  | Tagi részesedések szövetkezeti gazdálkodó egységekben és hasonló instrumentumok                                                | Members' Shares in Co-operative Entities and Similar Instruments                                        |
| IFRIC 4  | Annak meghatározása, hogy egy megállapodás tartalmaz-e lízinget                                                                | Determining Whether an Arrangement Contains a Lease                                                     |
| IFRIC 5  | A leszerelési, a helyreállítási és a környezetrehabilitációs pénzalapokból származó érdekeltségekre vonatkozó jogok            | Rights to Interests Arising from Decommissioning, Restoration and Environmental Rehabilitation Funds    |
| IFRIC 6  | Bizonyos piacon való részvételből eredő kötelezettségek – elektromos és elektronikus berendezések hulladékai                   | Liabilities Arising from Participating in a Specific Market – Waste Electrical and Electronic Equipment |
| IFRIC 7  | Az újramegállapítás megközelítésének alkalmazása az IAS 29 Pénzügyi beszámolás a hiperinflációs gazdaságokban standard szerint | Applying the Restatement Approach under IAS 29 Financial Reporting in Hyperinflationary Economies       |
| IFRIC 8  | A beágyazott származékos termékek újraértékelése                                                                               | Reassessment of Embedded Derivatives                                                                    |
| IFRIC 9  | Évközi pénzügyi beszámolás és értékvesztés                                                                                     | Interim Financial Reporting and Impairment                                                              |
| IFRIC 10 | Évközi pénzügyi beszámolás és értékvesztés                                                                                     | Interim financial reporting and impairment                                                              |
| IFRIC 12 | Szolgáltatási koncessziós megállapodások                                                                                       | Service Concessions Arrangements                                                                        |
| IFRIC 13 | Ügyfélhűség programok | Customer Loyalty Programmes                                                                             |
| IFRIC 14 | IAS 19 – A meghatározott juttatási eszközre vonatkozó korlát, a minimális alapképzési követelmények és azok kölcsönhatása      | IAS 19 – The Limit on a Defined Benefit Asset, Minimum Funding Requirements and their Interaction       |
| IFRIC 15 | Ingatlan építésére vonatkozó megállapodások                                                                                    | Agreements for the Construction of Real Estate                                                          |
| IFRIC 16 | Külföldi érdekeltségbe történt nettó befektetés fedezeti ügyletei                                                              | Hedges of a Net Investment in a Foreign Operation                                                       |
| IFRIC 17 | Nem-pénzbeli eszközök tulajdonosok közötti felosztásai                                                                         | Distributions of Non-cash Assets to Owners                                                              |
| IFRIC 18 | Ügyfelektől származó eszközátadások                                                                                            | Transfers of Assets from Customers                                                                      |
| IFRIC 19 | Pénzügyi kötelezettségek megszüntetése tőkeinstrumentumokkal                                                                   | Extinguishing Financial Liabilities with Equity Instruments                                             |

## Jogszabályok

### Európai Unió
- Az Európai Parlament és a Tanács 1606/2002/EK rendelete (2002. július 19.) a nemzetközi számviteli standardok alkalmazásáról
- A Bizottság 1126/2008/EK rendelete (2008. november 3.) az 1606/2002/EK európai parlamenti és tanácsi rendelettel összhangban egyes nemzetközi számviteli standardok elfogadásáról

### Magyarország
- A számvitelről szóló 2000. évi C. törvény
- 2015. évi CLXXVIII. törvény a nemzetközi pénzügyi beszámolási standardok egyedi beszámolási célokra történő hazai alkalmazásának bevezetéséhez kapcsolódó, valamint egyes pénzügyi tárgyú törvények módosításáról